# إرنست إرليخ
إرنست إرليخ (بالألمانية: Ernst Ehrlich) (و. 1885 – 1964 م) هو إحاثي، من النمسا، توفي عن عمر يناهز 79 عاماً.